# Irlandia na Letnich Igrzyskach Olimpijskich 1948
Irlandię na Letnich Igrzyskach Olimpijskich 1948 reprezentowało 63 zawodników: 62 mężczyzn i jedna kobieta. Był to czwarty start reprezentacji Irlandii na letnich igrzyskach olimpijskich.

## Skład kadry

### Boks
Mężczyźni
| Zawodnik        | Konkurencja | 1/16             | 1/8                  | Ćwierćfinał           | Półfinał         | Finał walka o 3. miejsce | Finał walka o 3. miejsce |
| Zawodnik        | Konkurencja | Przeciwnik Wynik | Przeciwnik Wynik     | Przeciwnik Wynik      | Przeciwnik Wynik | Przeciwnik Wynik         | Miejsce                  |
| --------------- | ----------- | ---------------- | -------------------- | --------------------- | ---------------- | ------------------------ | ------------------------ |
| William Barnes  | 51 kg       |                  | František Majdloch P | → Nie awansował       | → Nie awansował  | → Nie awansował          | 9.                       |
| William Lenihan | 54 kg       | Roger Behm W     | Olavi Ouvinen W      | Giovanni Zuddas P     | → Nie awansował  | → Nie awansował          | 5.                       |
| Kevin Martin    | 57 kg       | Moos Linneman W  | Ernesto Formenti P   | → Nie awansował       | → Nie awansował  | → Nie awansował          | 9.                       |
| Maxie McCullagh | 60 kg       | Tauno Rinkinen W | Ron Cooper W         | Svend Wad P           | → Nie awansował  | → Nie awansował          | 5.                       |
| Peter Foran     | 67 kg       | Gharib Afifi W   | Horace Herring P     | → Nie awansował       | → Nie awansował  | → Nie awansował          | 9.                       |
| Michael McKeon  | 73 kg       | John Keenan W    | Hussain Toussi W     | Aimé-Joseph Escudie W | John Wright P    | Ivano Fontana P          | 4.                       |
| Hugh O’Hagan    | 80 kg       |                  | Hans Schwerzmann W   | Adrian Holmes P       | → Nie awansował  | → Nie awansował          | 5.                       |
| Gerry Ó Colmáin | ponad 80 kg |                  | Uber Baccilieri P    | → Nie awansował       | → Nie awansował  | → Nie awansował          | 9.                       |

### Jeździectwo
| Zawodnik                        | Koń         | Konkurencja         | Błędy                       | Błędy                       | Błędy                       | Pozycja                     |
| Zawodnik                        | Koń         | Konkurencja         | skoki                       | czas                        | Łącznie                     | Pozycja                     |
| ------------------------------- | ----------- | ------------------- | --------------------------- | --------------------------- | --------------------------- | --------------------------- |
| Dan Corry                       | Tramore Bay | skoki indywidualnie | 20                          | 1,25                        | 21.25                       | 14.                         |
| Fred Ahern                      | Aherlow     | skoki indywidualnie | 23                          | 2,25                        | 25,25                       | 17.                         |
| Jack Lewis                      | Loughneagh  | skoki indywidualnie | → Nie ukończył konkurencji  | → Nie ukończył konkurencji  | → Nie ukończył konkurencji  | → Nie ukończył konkurencji  |
| Dan Corry Fred Ahern Jack Lewis | jak wyżej   | skoki drużynowe     | → Nie ukończyli konkurencji | → Nie ukończyli konkurencji | → Nie ukończyli konkurencji | → Nie ukończyli konkurencji |

### Koszykówka
Turniej mężczyzn
- Reprezentacja mężczyzn

| - Christopher Walsh - Daniel Reddin - Kevin O’Donovan - Dermot Sheriff - Frank O’Connor - Harry Boland - Jim Flynn |  | - Jimmy McGee - Patrick Crehan - Patrick Sheriff - Thomas Keenan - Thomas Malone - Bill Jackson |

Reprezentacja Irlandii brała udział w rozgrywkach grupy D turnieju olimpijskiego zajmując w niej piąte miejsce. W dalszej części turnieju reprezentacja Irlandii walczyła o miejsca 17-23 ostatecznie zajmując 23. miejsce.
Grupa D
| Drużyna  | M | Mecze | Mecze | Mecze | Punkty | Punkty | Punkty | Pkt |
| Drużyna  | M | W     | R     | P     | +      | -      | +/-    | Pkt |
| -------- | - | ----- | ----- | ----- | ------ | ------ | ------ | --- |
| Meksyk   | 4 | 4     | 0     | 0     | 184    | 109    | +75    | 8   |
| Francja  | 4 | 3     | 0     | 1     | 214    | 131    | +83    | 7   |
| Kuba     | 4 | 2     | 0     | 2     | 213    | 131    | +82    | 6   |
| Iran     | 4 | 1     | 0     | 3     | 136    | 219    | -83    | 5   |
| Irlandia | 4 | 0     | 0     | 4     | 70     | 281    | -211   | 4   |

#### Rozgrywki grupowe
| Meksyk | 71:9 | Irlandia |

| Irlandia | 22:49 | Iran |

| Irlandia | 25:88 | Kuba |

| Francja | 73:14 | Irlandia |

#### Mecz o miejsca 17-23
| Irlandia | 21:46 | Wielka Brytania |

| Irlandia | 12:55 | Szwajcaria |

### Lekkoatletyka
Mężczyźni
Konkurencje biegowe
| Zawodnik                                               | Konkurencja | Runda 1              | Runda 1              | Runda 2 | Runda 2 | Półfinał | Półfinał | Finał                | Finał                |
| Zawodnik                                               | Konkurencja | Wynik                | Miejsce              | Wynik   | Miejsce | Wynik    | Miejsce  | Wynik                | Miejsce              |
| ------------------------------------------------------ | ----------- | -------------------- | -------------------- | ------- | ------- | -------- | -------- | -------------------- | -------------------- |
| Jimmy Reardon                                          | 400 m       | 48,4                 | 1.                   | 48,3    | 2.      | 47,8     | 5        | → Nie awansował      | → Nie awansował      |
| John Joe Barry                                         | 1500 m      | 3:59,8               | 8.                   |         |         |          |          | → Nie awansował      | → Nie awansował      |
| John Joe Barry                                         | 5000 m      | → Nie ukończył biegu | → Nie ukończył biegu |         |         |          |          | → Nie awansował      | → Nie awansował      |
| Paddy Fahey                                            | 10 000 m    |                      |                      |         |         |          |          | → Nie ukończył biegu | → Nie ukończył biegu |
| Paddy Mulvihill                                        | maraton     |                      |                      |         |         |          |          | 2:57:35,0            | 26.                  |
| Charles Denroche Reggie Myles Paul Dolan Jimmy Reardon | 4 × 400 m   | → Dyskwalifikacja    | → Dyskwalifikacja    |         |         |          |          | → Nie awansowali     | → Nie awansowali     |

Konkurencje techniczne
| Zawodnik      | Konkurencja    | Kwalifikacje | Kwalifikacje | Finał           | Finał           |
| Zawodnik      | Konkurencja    | Wynik        | Miejsce      | Wynik           | Miejsce         |
| ------------- | -------------- | ------------ | ------------ | --------------- | --------------- |
| Cummin Clancy | rzut dyskiem   | 40,73        | 22.          | → Nie awansował | → Nie awansował |
| David Guiney  | pchnięcie kulą | 14,01        | 16.          | → Nie awansował | → Nie awansował |
| Dan Coyle     | rzut młotem    | 47,11        | 19.          | → Nie awansował | → Nie awansował |

### Piłka nożna
Turniej mężczyzn
- Reprezentacja mężczyzn

| - Brendan O’Kelly - Desmond Cleary - Denis Lawler - Emmet McLoughlin - Frank Glennon - Paddy Kavanagh |  | - Peter McDonald - Robert Smith - Billy Richardson - William Barry - William O’Grady |

Reprezentacja Irlandii rozpoczęła swój udział w turnieju olimpijskim od preeliminacji w których spotkała się z reprezentacją Holandii przegrywając 1:3 i odpadając z dalszej rywalizacji. Ostatecznie reprezentacja Irlandii została sklasyfikowana na 17. miejscu.

### Skoki do wody
Mężczyźni
| Zawodnik    | Konkurencja                  | Eliminacje | Eliminacje | Finał           | Finał           |
| Zawodnik    | Konkurencja                  | Punkty     | Miejsce    | Punkty          | Miejsce         |
| ----------- | ---------------------------- | ---------- | ---------- | --------------- | --------------- |
| Eddie Heron | trampolina 3 m indywidualnie | 33,17      | 23.        | → Nie awansował | → Nie awansował |

### Szermierka
Mężczyźni
| Zawodnik                                        | Konkurencja          | Runda 1 | Runda 1 | Runda 2          | Runda 2          | Półfinały        | Półfinały        | Mecz o 3. miejsce | Mecz o 3. miejsce | Finał            | Finał            | Pozycja          |
| Zawodnik                                        | Konkurencja          | Przeciwnik | Wynik   | Przeciwnik       | Wynik            | Przeciwnik       | Wynik            | Przeciwnik        | Wynik             | Przeciwnik       | Wynik            | Pozycja          |
| ----------------------------------------------- | -------------------- | --- | ------- | ---------------- | ---------------- | ---------------- | ---------------- | ----------------- | ----------------- | ---------------- | ---------------- | ---------------- |
| Nick Thuillier                                  | floret indywidualnie | Christian d’Oriola Lajos Maszlay Lodovico Alessandri Henny ter Weer Léon Buck Konstantinos Bembis Roland Asselin                | P W     | → Nie awansował  | → Nie awansował  | → Nie awansował  | → Nie awansował  | → Nie awansował   | → Nie awansował   | → Nie awansował  | → Nie awansował  | → Nie awansował  |
| Owen Tuohy                                      | floret indywidualnie | Jéhan de Buhan Bo Eriksson Daniel Rossi Hassan Tawfik Nate Lubell Johannes Zoet Jorge Agostini                                  | P       | → Nie awansował  | → Nie awansował  | → Nie awansował  | → Nie awansował  | → Nie awansował   | → Nie awansował   | → Nie awansował  | → Nie awansował  | → Nie awansował  |
| Tom Smith                                       | floret indywidualnie | Manlio Di Rosa Fulvio Galimi Aage Leidersdorff Walter Hörning Émile Gretsch Lucilo de la Peña Hugo Higueras Salvatore Scianamea | P       | → Nie awansował  | → Nie awansował  | → Nie awansował  | → Nie awansował  | → Nie awansował   | → Nie awansował   | → Nie awansował  | → Nie awansował  | → Nie awansował  |
| Owen Tuohy Paddy Duffy Tom Smith Nick Thuillier | floret drużynowo     | Francja · Egipt | P       | → Nie awansowali | → Nie awansowali | → Nie awansowali | → Nie awansowali | → Nie awansowali  | → Nie awansowali  | → Nie awansowali | → Nie awansowali | → Nie awansowali |

Kobiety
| Zawodniczka     | Konkurencja          | Runda 1                                                                              | Runda 1 | Runda 2          | Runda 2          | Półfinały        | Półfinały        | Mecz o 3. miejsce | Mecz o 3. miejsce | Finał            | Finał            |                  |
| Zawodniczka     | Konkurencja          | Przeciwniczka                                                                        | Wynik   | Przeciwniczka    | Wynik            | Przeciwniczka    | Wynik            | Przeciwniczka     | Wynik             | Pozycja          |                  |                  |
| --------------- | -------------------- | ------------------------------------------------------------------------------------ | ------- | ---------------- | ---------------- | ---------------- | ---------------- | ----------------- | ----------------- | ---------------- | ---------------- | ---------------- |
| Dorothy Dermody | floret indywidualnie | Maria Cerra Anna Klupfel Éva Kun Grete Olsen Mary Meyer-van der Sluis Irena Nawrocka | P       | → Nie awansowała | → Nie awansowała | → Nie awansowała | → Nie awansowała | → Nie awansowała  | → Nie awansowała  | → Nie awansowała | → Nie awansowała | → Nie awansowała |

### Wioślarstwo
Mężczyźni
| Zawodnik | Konkurencja | Eliminacje | Eliminacje | Repesaż | Repesaż | Półfinały        | Półfinały        | Finał            | Finał            | Miejsce |
| Zawodnik | Konkurencja | Czas       | M.         | Czas    | M.      | Czas             | M.               | Czas             | M.               | Miejsce |
| --- | ----------- | ---------- | ---------- | ------- | ------- | ---------------- | ---------------- | ---------------- | ---------------- | ------- |
| Paddy Dooley Robin Tamplin Paddy Harold Barry McDonnell Danny Taylor Joe Hanly Morgan McElligott Tom Dowdall Denis Sugrue | M8+         | 6:30,6     | 3.         | 6:32,5  | 2.      | → Nie awansowali | → Nie awansowali | → Nie awansowali | → Nie awansowali | 9.      |

### Żeglarstwo
Mężczyźni
| Zawodnik              | Konkurencja | Wyścig | Wyścig | Wyścig | Wyścig | Wyścig | Wyścig | Wyścig | Punkty | Finałowa pozycja |
| Zawodnik              | Konkurencja | 1      | 2      | 3      | 4      | 5      | 6      | 7      | Punkty | Finałowa pozycja |
| --------------------- | ----------- | ------ | ------ | ------ | ------ | ------ | ------ | ------ | ------ | ---------------- |
| Jimmy Mooney          | Firefly     | 821    | 520    | 277    | 219    | 309    | 168    | DNF    | 2342   | 16.              |
| Alf Delany Hugh Allen | Swallow     | DNF    | 168    | 344    | 133    | 548    | 206    | 101    | 1500   | 13.              |